# Dumasia nitida
Dumasia nitida là một loài thực vật có hoa trong họ Đậu. Loài này được Y.T.Wei miêu tả khoa học đầu tiên.